# مسالك العلة
مسالك العلة هي طرق إثبات العلة، وهي ما دل على كون الوصف علة. فمسالك العلة هي الوسائل المنهجية التي يتبعها المجتهدون لإثبات علة الحكم في الفرع المقيس عليه، وبذلك تكون مسالك العلة مبحثا من مباحث الركن الرابع من أركان القياس الفقهي وهي العلة.

## التطور
مصطلح "مسالك العلة" متأخر نسبيا؛ حيث نجد معظم الأصوليين في العصور الأولى يعبرون عن هذا المبحث بإثبات  العلة كصنيع الغزالي (505 هـ) في المستصفى. ومنهم من عبر بالطرق الدالة على علية الوصف، كالفخر الرازي (606 هـ) في المحصول، ثم تطور المصطلح مع الآمدي (631 هـ) فصاغ تركيب "مسالك إثبات العلة". ولكن المتأخرين يعبرون في الغالب بمسالك العلة، ومن أوائل من نقف لهم على هذا التعبير المختصر تاج الدين السبكي (ت 717 هـ) في الكتاب المشترك بينه وبين أبيه تقي الدين السبكي.

## الأقسام
وتنقسم مسالك العلة باعتبارين: الاعتبار الأول: اعتبار العقل والنقل، فتجعل قسمين: مسالك نقلية، وهي الإجماع والنص، ومسالك عقلية وهي الاستنباط وما تفرع عنه، وتقسم باعتبار ثاني إلى ثلاثة أقسام هي: مسلك الإجماع، ومسلك النص، ومسلك الاستنباط. والاعتبار الثاني أنسب لسهولة إدراج الفروع تحت الأقسام.

#### القسم الأول: مسلك الإجماع:
حيث يكون الوصف المعتبرُ علة للحكم في الأصل المقيس عليه، متفق على كونه علة لذلك الحكم، ولو ظنا، وذلك مثل اتفاق العلماء على أن علة جواز تغسيل الزوج لزوجته المتوفاة، أو تغسيل الزوجة لزوجها المتوفى هي: الزوجية.

#### القسم الثاني: مسلك النص:
وهو إما أن يكون صريحا في الدلالة على العلية؛ كحروف التعليل، مثل: {كَيْ لَا يَكُونَ دُولَةً}، {لِكَيْ لَا تَأْسَوْا} وفعل يريد، مثل: {‌يُرِيدُ اللَّهُ بِكُمُ الْيُسْرَ وَلَا ‌يُرِيدُ بِكُمُ الْعُسْرَ}، و"من أجل ذلك"، مثل: {مِنْ أَجْلِ ذَلِكَ كَتَبْنَا عَلَى بَنِي إِسْرَائِيلَ}. أو غير صريح في الدلالة على العلة، وهو الإيماء.

#### القسم الثالث: مسلك الاستنباط:
ويعبر عنه أيضا بمسلك الاجتهاد؛ لأن الفقهاء يعملون على الاجتهاد في معرفة علة الحكم حيث لا إجماع ولا نص، فيحاولون استنباطها بطرق مختلفة، منها:
- السَّبر والتقسيم: هكذا يرتب الأصوليون هاذين المسلكين في الذِّكر، وإلا فإن التنزيل يقتضي تقديم التقسيم على السبر؛ لأن المجتهد المستنبط يقسم ويحصر الأوصاف المحتمل كونها علة للحكم ثم يسبرها ليختبر أيها أقوى في التعليل[7]، ولكنهم قدموا السبر في الذكر لشرفه باعتباره المقصود من هذه العملية، ومثال التقسيم: أن نأتي إلى الثمر أو الشعير فنبحث عن علية ربويتهما ونحصرها في أوصاف محددة، فنقول مثلا: من الأوصاف التي يحتمل أن تكون علة؛ النباتية، المالية، الاقتيات والادخار. ثم نأتي إلى السبر والاختبار حتى نقصي كل وصفي يبطل التعليل به ونبقي ما لا يطله الإبطال.
- المناسبة: هو مناسبة الحكم لأحد أمرين: جلب المصلحة؛ إن كان الحكم بالإيجاب والندب، ودفع المفسدة، إن كان الحكم بالمنع.[8] ومثال المناسبة أن علة وجوب القصاص في القتل هي القتل العمد العدوان؛ لما في القصاص من مصحة المنع من إزهاق الأرواح يجب تحصيلها.[9]